# Kristina Lugn

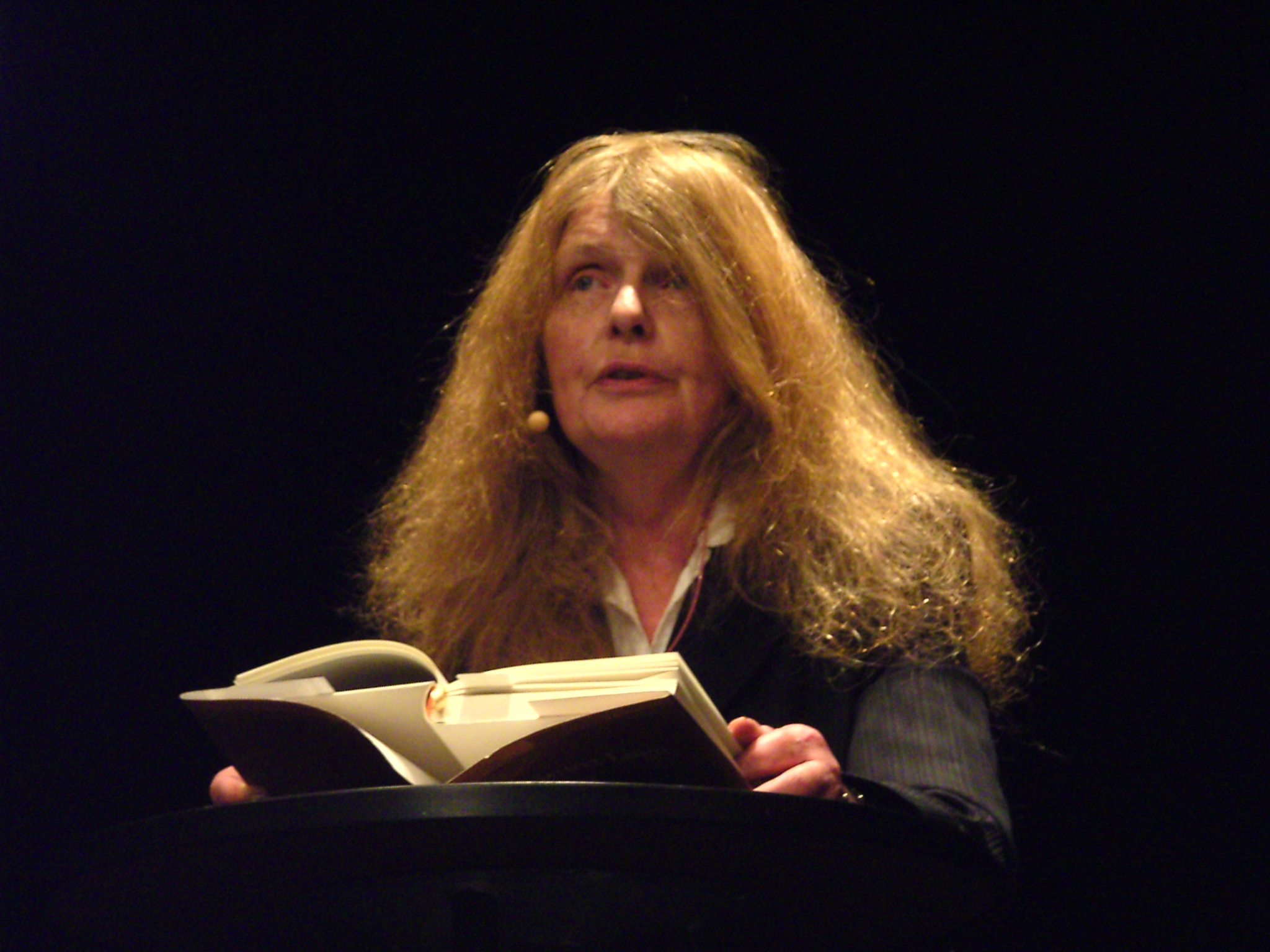
Kristina Lugn im Stockholmer Stadttheater, 2008

Kristina Lugn (Aussprache [kɹisˌtiːna ˈlɵŋːn], * 14. November 1948 in Tierp; † 9. Mai 2020 in Stockholm) war eine schwedische Dichterin und Dramatikerin und Mitglied der Schwedischen Akademie.
Lugn wuchs in Skövde auf, wo ihr Vater Offizier beim Skaraborg-Panzerregiment war; ihre Mutter war Lehrerin. Kristina Lugn schrieb sowohl Gedichte als auch Dramen. Seit ihrem Debüt im Jahr 1972 mit dem Werk Om jag inte (dt.: Falls ich nicht) erschienen acht Gedichtsammlungen.
Seit dem Tod des Schauspielers Allan Edwall betrieb Lugn außerdem das Theater Brunnsgatan 4 in Stockholm. Ihre Stücke, die außer in der Brunnsgatan 4 auch beim Königlichen Dramatischen Theater aufgeführt wurden, hatten großen Erfolg beim Publikum. Einige ihrer erfolgreichsten Stücke waren Tant Blomma, Idla-flickorna, Titta en älg! und Kvinnorna vid Svansjön (Titel auf Deutsch: "Tante Blume", "Die Idla-Turnerinnen", "Guck mal, ein Elch!" und "Die Frauen am Schwanensee").
In ihren Werken sind der Tod, die Einsamkeit, die Angst vor der Midlife-Crisis und eine erstickende, aber erstrebenswerte Normalität die zentralen Themen. Diese Themen werden mit drastischen Formulierungen behandelt. 2002 hatte Kristina Lugn außerdem eine Talkshow mit dem Titel Seg kväll med Lugn (Zäher Abend mit Lugn) im schwedischen Fernsehen. Am 6. Oktober 2006 wurde Lugn in die Schwedische Akademie gewählt, wo sie am 20. Dezember 2006 auf dem Stuhl Nr. 14 als Nachfolgerin von Lars Gyllensten Platz nahm. Die Dramatikerin und Regisseurin Martina Montelius ist ihre Tochter.
Kristina Lugn starb im Mai 2020 im Alter von 71 Jahren in Stockholm.

## Auszeichnungen
- 1983: Tidningen Vi:s litteraturpris
- 1999: Dobloug-Preis
- 1999: Selma-Lagerlöf-Preis
- 2002: Bellman-Preis
- 2003: Litteris et Artibus
- 2011: Großer Preis des Samfundet De Nio